# Albert Arenas
Albert Arenas Ovejero (* 11. Dezember 1996 in Girona) ist ein spanischer Motorradrennfahrer, der aktuell für Gresini Racing Team in der Moto2-Klasse der Motorrad-Weltmeisterschaft an den Start geht. Arenas gewann in der Saison 2020 den Weltmeistertitel in der Moto3-Klasse und krönte sich mit 23 Jahren und 347 Tagen zum ältesten Moto3-Weltmeister aller Zeiten.

## Statistik

### Erfolge
- 2020 – Moto3-Weltmeister auf KTM
- 6 Grand-Prix-Siege

### In der Motorrad-Weltmeisterschaft
(Stand: Großer Preis von Österreich, 17. August 2025)
| Saison | Klasse | Team                     | Motorrad            | Rennen | Siege | Zweiter | Dritter | Poles | Schn. Runden | Punkte | Ergebnis    |
| ------ | ------ | ------------------------ | ------------------- | ------ | ----- | ------- | ------- | ----- | ------------ | ------ | ----------- |
| 2014   | Moto3  | Team Calvo               | KTM                 | 1      | –     | –       | –       | –     | –            | 0      | NC          |
| 2016   | Moto3  | Aspar Team               | Mahindra            | 3      | –     | –       | –       | –     | –            | 0      | 35.         |
| 2016   | Moto3  | Peugeot MC Saxoprint     | Peugeot             | 9      | –     | –       | –       | –     | –            | 2      | 35.         |
| 2016   | Moto3  | Gesamtergebnis 2016      | Gesamtergebnis 2016 | 12     | –     | –       | –       | –     | –            | 2      | 35.         |
| 2017   | Moto3  | Aspar Team               | Mahindra            | 12     | –     | –       | –       | –     | –            | 14     | 26.         |
| 2018   | Moto3  | Aspar Team               | KTM                 | 17     | 2     | –       | –       | –     | –            | 107    | 9.          |
| 2019   | Moto3  | Aspar Team               | KTM                 | 17     | 1     | 1       | 1       | –     | –            | 108    | 11.         |
| 2020   | Moto3  | Aspar Team               | KTM                 | 15     | 3     | 1       | 1       | –     | 1            | 174    | Weltmeister |
| 2021   | Moto2  | Aspar Team               | Boscoscuro          | 18     | –     | –       | –       | –     | –            | 28     | 21.         |
| 2022   | Moto2  | GasGas Aspar Racing Team | Kalex               | 20     | –     | –       | –       | –     | –            | 90     | 12.         |
| 2023   | Moto2  | Red Bull KTM Ajo         | Kalex               | 18     | –     | –       | 1       | –     | –            | 85     | 14.         |
| 2024   | Moto2  | QJMotor Gresini Moto2    | Kalex               | 20     | –     | –       | –       | –     | –            | 80     | 14.         |
| 2025   | Moto2  | Italjet Gresini Moto2    | Kalex               | 13     | –     | 1       | –       | –     | –            | 94     | 7.          |
| Gesamt | Gesamt | Gesamt                   | Gesamt              | 163    | 6     | 3       | 3       | 0     | 1            | 782    | 1 WM-Titel  |

Grand-Prix-Siege
| Saison | Klasse | Rennen                   |
| ------ | ------ | ------------------------ |
| 2018   | Moto3  | Frankreich Australien    |
| 2019   | Moto3  | Thailand                 |
| 2020   | Moto3  | Katar Spanien Osterreich |

Einzelergebnisse
| Saison | 1        | 2           | 3           | 4          | 5          | 6          | 7                      | 8              | 9           | 10                     | 11          | 12                     | 13         | 14             | 15             | 16             | 17         | 18             | 19         | 20       | 21       | 22       |
| ------ | -------- | ----------- | ----------- | ---------- | ---------- | ---------- | ---------------------- | -------------- | ----------- | ---------------------- | ----------- | ---------------------- | ---------- | -------------- | -------------- | -------------- | ---------- | -------------- | ---------- | -------- | -------- | -------- |
| 2014   | Katar    | USA-Texas   | Argentinien | Spanien    | Frankreich | Italien    | Katalonien             | Niederlande    | Deutschland |                        | Tschechien  | Vereinigtes Konigreich | San Marino | Aragonien      | Japan          | Australien     | Malaysia   | \|\| \|\| \|\| |            |          |          |          |
| 2014   |          |             |             |            |            |            |                        |                |             |                        |             |                        |            |                |                |                | 18         |                |            |          |          |          |
| 2016   | Katar    | Argentinien | USA-Texas   | Spanien    | Frankreich | Italien    | Katalonien             | Niederlande    | Deutschland | Osterreich             | Tschechien  | Vereinigtes Konigreich | San Marino | Aragonien      | Japan          | Australien     | Malaysia   | \|\| \|\| \|\| |            |          |          |          |
| 2016   |          |             |             | 18         |            |            | DNF                    | DNF            |             | 22                     | DNF         | DNF                    | 19         | 24             | 14             | 16             | DNF        | 24             |            |          |          |          |
| 2017   | Katar    | Argentinien | USA-Texas   | Spanien    | Frankreich | Italien    | Katalonien             | Niederlande    | Deutschland | Tschechien             | Osterreich  | Vereinigtes Konigreich | San Marino | Aragonien      | Japan          | Australien     | Malaysia   | \|\| \|\| \|\| |            |          |          |          |
| 2017   | DNF      | 25          | 21          | 14         | DNF        | DNF        |                        |                |             | 12                     | DNF         | 27                     | 8          | 27             | DNS            |                |            | 23             |            |          |          |          |
| 2018   | Katar    | Argentinien | USA-Texas   | Spanien    | Frankreich | Italien    | Katalonien             | Niederlande    | Deutschland | Tschechien             | Osterreich  | Vereinigtes Konigreich | San Marino | Aragonien      | Thailand       | Japan          | Australien | Malaysia       | \|\| \|\|  |          |          |          |
| 2018   | DNS      | DNF         | 15          | DNF        | 1          | 14         | DNF                    | 14             | DNF         | 9                      | 4           | C                      | 6          | 7              | DNF            | DNF            | 1          | 4              | DNF        |          |          |          |
| 2019   | Katar    | Argentinien | USA-Texas   | Spanien    | Frankreich | Italien    | Katalonien             | Niederlande    | Deutschland | Tschechien             | Osterreich  | Vereinigtes Konigreich | San Marino | Aragonien      | Thailand       | Japan          | Australien | Malaysia       | \|\| \|\|  |          |          |          |
| 2019   | 6        |             |             | 5          | 11         | 12         | DNF                    | DNF            | 21          | DNF                    | 11          | DNF                    | DNF        | 8              | 1              | 2              | 3          | 12             | 20         |          |          |          |
| 2020   | Katar    | Spanien     | Andalusien  | Tschechien | Osterreich | Steiermark | San Marino             | Emilia-Romagna | Katalonien  | Frankreich             | Aragonien   |                        | Europa     | Valencia       | \|\| \|\| \|\| |                |            |                |            |          |          |          |
| 2020   | 1        | 1           | DNF         | 2          | 1          | 5          | DNF                    | 4              | DNF         | 3                      | 7           | 4                      | DSQ        | 4              | 12             |                |            |                |            |          |          |          |
| 2021   | Katar    | Katar       | Portugal    | Spanien    | Frankreich | Italien    | Katalonien             | Deutschland    | Niederlande | Steiermark             | Osterreich  | Vereinigtes Konigreich | Aragonien  | San Marino     | USA-Texas      | Emilia-Romagna | Portugal   | \|\| \|\| \|\| |            |          |          |          |
| 2021   | 21       | 15          | 13          | DNF        | 14         | DNF        | 12                     | 8              | 12          | 15                     | DNF         | 19                     | DNF        | 22             | DNF            | 11             | DNF        | 22             |            |          |          |          |
| 2022   | Katar    | Indonesien  | Argentinien | USA-Texas  | Portugal   | Spanien    | Frankreich             | Italien        | Katalonien  | Deutschland            | Niederlande | Vereinigtes Konigreich | Osterreich | San Marino     | Aragonien      | Japan          | Thailand   | Australien     | Malaysia   | \|\|     |          |          |
| 2022   | 13       | 10          | 8           | 11         | DNF        | 9          | 19                     | 10             | DNF         | 6                      | DNF         | DNF                    | 9          | 4              | DNF            | 8              | 14         | 14             | 13         | 5        |          |          |
| 2023   | Portugal | Argentinien | USA-Texas   | Spanien    | Frankreich | Italien    | Deutschland            | Niederlande    | Kasachstan  | Vereinigtes Konigreich | Osterreich  | Katalonien             | San Marino | Indien         | Japan          | Indonesien     | Australien | Thailand       | Malaysia   | Katar    | Valencia |          |
| 2023   | 8        | 9           | 12          | 8          | DNS        | 23         | 9                      | 9              | C           | 14                     | DNF         | 3                      | DNS        | 14             | 18             | 15             | 14         | 7              | 9          | 21       | 10       |          |
| 2024   | Katar    | Portugal    | USA-Texas   | Spanien    | Frankreich | Katalonien | Italien                | Niederlande    | Deutschland | Vereinigtes Konigreich | Osterreich  | Aragonien              | San Marino | Emilia-Romagna | Indonesien     | Japan          | Australien | Thailand       | Malaysia   | \|\|     |          |          |
| 2024   | 8        | 8           | 12          | 5          | 9          | 6          | 19                     | DNF            | 21          | 8                      | 17          | 18                     | 9          | 17             | 14             | 22             | 13         | 8              | 12         | DSQ      |          |          |
| 2025   | Thailand | Argentinien | USA-Texas   | Katar      | Spanien    | Frankreich | Vereinigtes Konigreich | Aragonien      | Italien     | Niederlande            | Deutschland | Tschechien             | Osterreich | Ungarn         | Katalonien     | San Marino     | Japan      | Indonesien     | Australien | Malaysia | Portugal | Valencia |
| 2025   | 11       | 10          | 24          | 9          | 6          | 6          | 12                     | 12             | 2           | 7                      | DNF         | 10                     | 4          |                |                |                |            |                |            |          |          |          |

| Legende  | Legende            | Legende                                                          |
| Farbe    | Abkürzung          | Bedeutung                                                        |
| -------- | ------------------ | ---------------------------------------------------------------- |
| Gold     | –                  | Sieg                                                             |
| Silber   | –                  | 2. Platz                                                         |
| Bronze   | –                  | 3. Platz                                                         |
| Grün     | –                  | Platzierung in den Punkten                                       |
| Blau     | –                  | Klassifiziert außerhalb der Punkteränge                          |
| Violett  | DNF                | Rennen nicht beendet (did not finish)                            |
| Violett  | NC                 | nicht klassifiziert (not classified)                             |
| Rot      | DNQ                | nicht qualifiziert (did not qualify)                             |
| Rot      | DNPQ               | in Vorqualifikation gescheitert (did not pre-qualify)            |
| Schwarz  | DSQ                | disqualifiziert (disqualified)                                   |
| Weiß     | DNS                | nicht am Start (did not start)                                   |
| Weiß     | WD                 | zurückgezogen (withdrawn)                                        |
| Hellblau | PO                 | nur am Training teilgenommen (practiced only)                    |
| Hellblau | TD                 | Freitags-Testfahrer (test driver)                                |
| ohne     | DNP                | nicht am Training teilgenommen (did not practice)                |
| ohne     | INJ                | verletzt oder krank (injured)                                    |
| ohne     | EX                 | ausgeschlossen (excluded)                                        |
| ohne     | DNA                | nicht erschienen (did not arrive)                                |
| ohne     | C                  | Rennen abgesagt (cancelled)                                      |
| ohne     | keine WM-Teilnahme |                                                                  |
| sonstige | P/fett             | Pole-Position                                                    |
| sonstige | 1/2/3/4/5/6/7/8    | Punktplatzierung im Sprint-/Qualifikationsrennen                 |
| sonstige | SR/kursiv          | Schnellste Rennrunde                                             |
| sonstige | *                  | nicht im Ziel, aufgrund der zurückgelegten Distanz aber gewertet |
| sonstige | ()                 | Streichresultate                                                 |
| sonstige | unterstrichen      | Führender in der Gesamtwertung                                   |

Rekorde in der Motorrad-Weltmeisterschaft
- Moto3-Klasse
  - ältester Moto3-Weltmeister mit 23 Jahren und 347 Tagen (2020)